# 助祭

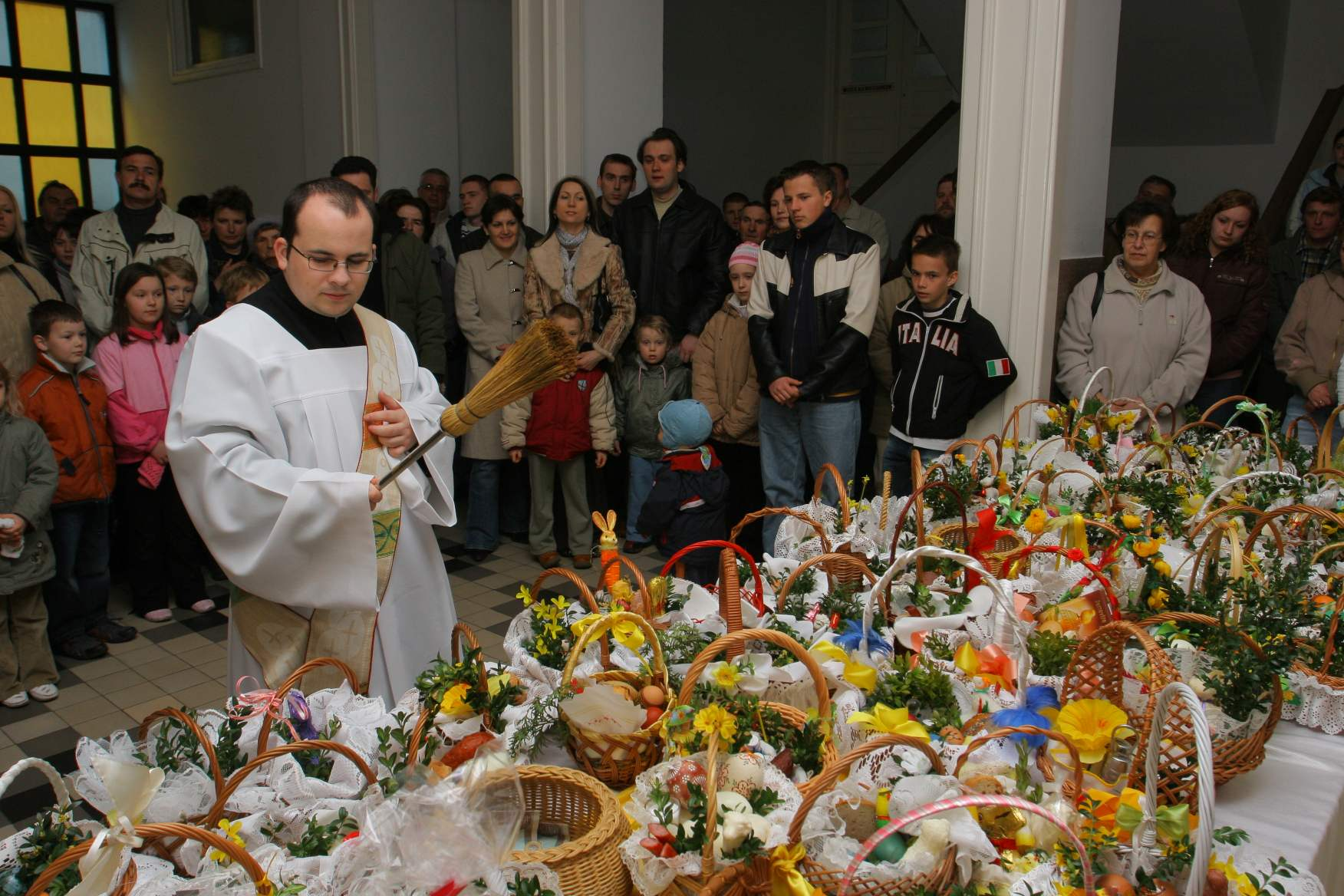
復活祭に食物を聖別する助祭（左側のストラを襷掛にかけた白い服装の人物。ポーランド、2007年）

助祭（じょさい、英語: deacon）はキリスト教における教会職務のひとつで、ギリシャ語のδιάκονος（奉仕者の意）を語源とする。カトリック教会では、司祭につぐ職位。正教会では「輔祭」の訳語を、聖公会などプロテスタントでは「執事」という訳語を用いている。
ラテン語ではdiaconusといい、トリエント公会議では「聖職位階の上位」であったが、第2バチカン公会議ではそれまで存在した副助祭、祓魔師、読師、守門という四つの下級叙品が廃止されたため、現代では「聖職位階の下位」（『教会憲章』29項）となっている。
第二バチカン公会議以来、助祭を司祭への通過点や、ミサなどの典礼における単なる「司祭の補助」と見なすのではなく、助祭として固有の職務を再確認する方向に進んでいる。これに伴い司祭には叙階されず、既婚者もなりうる終身助祭 (permanent deacon) の制度が復活し、最近では日本でも登場し始めている。